# Ikun-Šamaš
Ikun-Šamaš ali Iku-Šamaš (klinopisno 𒄿𒆪𒀭𒌓) je bil kralj Drugega marijskega kraljestva, ki je vladal okoli leta 2500 pr. n. št. Po mnenju Françoisa Thureau-Dangina je vladal pred Ur-Nanšem Lagaškim.
Bil je eden od treh marijskih kraljev, znanih iz arheologije in verjetno najstarejši. Drugi je bil Iku-Šamagan, znan iz napisa na kipu v Narodnem muzeju Damaska. Tretji je bil Lamgi-Mari (ime se bere tudi Iški-Mari), čigar kip je v Narodnem muzeju Alepa.
Ikun-Šamaš v svojem napisu uporablja akadski jezik, medtem ko so njegovi sodobniki na jugu uporabljali sumerskega. Njegov uradni naslov v napisu je "kralj Marija" in "ensi-gal" -  "vrhovni princ" (svečenik) boga Enlila.
Znan je tudi s kipa z napisom, posvečenega bogu Šamašu.
Zdi se, da je Ikun-Šamaševo kraljestvo obsegalo tudi južno Babilonijo. 

## Kip
Votni kip Ikun-Šamaša, ki je postavil eden od njegovih uradnikov, so odkrili  v mestu Sipar. Napis na njem se se glasi:

𒄿𒆪𒀭𒌓 / 𒈗𒈠𒌷𒆠 / 𒑐𒋼𒋛𒃲 / 𒀭𒂗𒆤 /𒅈𒊏𒀭 /𒆪𒅆𒈨𒋤 / 𒊨𒋤 / 𒀭𒌓 / 𒊕𒄸𒁺

i-ku-Dutu / lugal ma-ri2ki / ensi2gal / Den-lil2 / ar-raD / tush igi{me}-su3 / dul3-su3 / Dutu / sa12-rig9

"Iku(n)šamašu, kralju Marija, glavnemu Enlilovemu izvrševalcu, je kip posvetil Arail, njegov dvorjan — Napis na Ikun-Šamaševem kipu
Kip je razstavljen v Britanskem muzeju.
- Ikun-Šamašev kip
- Napis na kipu[8]
- Napis na kipu: "Ikun-Šamaš, kralj Marija" (𒄿𒆪𒀭𒌓 𒈗 𒈠𒌷𒆠, Ikun-shamash, lugal Mari-ki)
- Ikun-Šamašev kip v Britanskem muzeju (BM 60828)

| Ikun-Šamaš                           |                              |                        |
| Vladarski nazivi                     |                              |                        |
| Predhodnik: Prvo marijsko kraljestvo | Kralj Marija 2500 pr. n. št. | Naslednik: Iku-Šamagan |